# ترولوگن
ترولوگن (نروژی: Trollveggen) یا دیوار ترول (انگلیسی: Troll Wall) بخشی از توده‌کوه استوره ترولتیندن (قله‌های ترول) در دره رومسدالن در شهرداری راوما در شهرستان موره او رومسدال، نروژ است. ترولوگن در جنوب شهرهای اوندالسنس و مولده و در داخل پارک ملی راینهیمن قرار دارد. دیوار ترول بلندترین صخره عمودی در اروپا است که از پایه آن تا مرتفع‌ترین نقطه آن بیش از حدود ۱٬۱۰۰ متر (۳٬۶۰۰ فوت) فاصله دارد.
در پرشیب‌ترین حالت، خط‌الراس قله نزدیک به ۵۰ متر (۱۶۰ فوت) بر پایه دیوار قرار دارد. رودخانه راوما، راه‌آهن راوما و جاده ئی۱۳۶ اروپا درست به سمت شرق دیوار می‌رود.
این صخره از سنگ گنیس است که به صورت دیواره سنگی شکسته از گوشه‌های بزرگ، سقف‌های مقعر و سیستم‌های شکاف تشکیل شده‌است که در بالای آن یک سری مناره‌ها و قله‌ها روی لبه قله قرار گرفته‌است. این صخره به‌طور کلی سست است و سنگ‌ریزش در این دیوار بزرگ رو به شمال عادی است. در سپتامبر ۱۹۹۸ یک سری سنگ‌ریزش‌های بزرگ روی دیوار رخ داد که به‌طور اساسی طبیعت چندین مسیر صعود ورزشی را تغییر داد.
دیوار ترول یک هدف معتبر برای کوهنوردان و بیس جامپرها بوده‌است. کارل بونیش، «پدر» بیس جامپینگ، در سال ۱۹۸۴ اندکی پس از ثبت رکورد جهانی بالاترین بیس جامپینگ در تاریخ، بر روی ترولوگن کشته شد. همسرش، جین بونیش، با او پرید و هنوز هم این رکورد را در اختیار دارد. بیس جامپینگ از دیوار ترول از سال ۱۹۸۶ غیرقانونی شده‌است.